# حسن نور الدين الثاني
 السلطان السير حسن نورالدين اسكندر الثاني، من الحاصلين على وسام القديس ميخائيل والقديس جرجس ((بالديفهي: ސުލްޠާން ޙަސަން ނޫރައްދީން ދެވަނަ)‏) كان سلطان جزر المالديف من عام 1935 إلى عام 1943، وهو ابن السلطان محمد مينودين كاهو باندارين. ولد سلطان نورالدين في 21 أبريل 1887. 
اعتلى عرش المالديف في 22 فبراير 1935. لكن لم يتم عقد حفل التتويج حتى 20 أغسطس 1938. بعد ثماني سنوات من الحكم تنازل عن العرش في 8 أبريل 1943 وعاش بعد ذلك في مقر إقامته حتى وفاته في 15 أبريل 1967 قبل ستة أيام من عيد ميلاده الثمانين.